# Liga Nacional de Fútbol Sala
La Liga Nacional de Fútbol Sala, nota anche con la sigla LNFS, è l'organo di organizzazione e controllo del calcio a 5 in Spagna. Organizza i campionati professionistici di calcio a 5 di Primera e Segunda División, nonché la Copa de España e la Coppa del Re. Tutte le competizioni minori sono gestite dalla RFEF.

## Storia
Prima della creazione del campionato professionistico, le squadre spagnole disputavano i tornei organizzati da due associazioni distinte ovvero l'Asociación Española de Clubes de Fútbol Sala (ACEFS, parte dalla RFEF) e della Asociación de Fútbol Sala (ASOFUSA). La fusione delle due associazioni fu ratificata a Madrid il 28 agosto 1989, con la creazione di un campionato unico che riunisse le squadre di entrambe, originariamente distribuite in una División de Honor, composta da quattro gironi formati da 12 squadre ciascuno, e una División de Plata in cui confluirono più di cento squadre. Il primo presidente della Lega è stato Aurelio Gómez Araujo, mentre Javier Lozano è il presidente in carica dal 2009. Negli anni la struttura dei campionati è cambiata numerose volte; tra gli eventi principali si è registrata l'istituzione del girone unico sia nella División de Honor (1994-95) sia nella División de Plata (2010-11). Dalla stagione 2011-12 i due campionati hanno assunto le attuali denominazioni di Primera e Segunda División. A partire dalla stagione sportiva 2006-07, tutte le competizioni organizzate dalla lega hanno adottato il regolamento FIFA.

## I loghi della LNFS

Il primo logo della Lega